# Московско-Бобрикский сельский совет
Московскобобрицкий сельский совет () укр. Московськобобрицька сільська рада — входит в состав
Лебединского района
Сумской области
Украины.
Административный центр сельского совета находится в 
с. Московский Бобрик
.

## Населённые пункты совета
- с. Московский Бобрик
- с. Берёзов Яр
- с. Влезки
- с. Пашкино